# Pinany
Pinany – grupa związków organicznych, będących terpenami dwupierścieniowymi. Głównymi przedstawicielami tej grupy są pineny α i β, podstawowe składniki terpentyny. Systematyczna nazwa enancjomerów α-pinenu brzmi (1R,5R)-(+)- lub (1S,5S)-(–)-2,6,6-trimetylobicyklo[3.1.1]hept-2-en, a formy β (1R,5R)-(+)- lub (1S,5S)-(–)-6,6-dimetylo-2-metylenobicyklo[3.1.1]hept-2-en. Wszystkie cztery izomery pinenu występują w naturze, głównie w igłach, szyszkach i drewnie większości drzew iglastych.
W reakcji z gazowym chlorowodorem α- i β-pineny tworzą krystaliczny produkt – chlorek bornylu, zwany sztuczną kamforą.